# Цукерваник, Исаак Платонович
Исаак Платонович Цукерваник (23 мая 1901, Баку — 21 апреля 1968, Ташкент) — советский химик-органик, доктор технических наук, профессор, академик Академии наук Узбекской ССР (с 1966 года), Заслуженный деятель науки Узбекской ССР (с 1942 года). Известен своими работами в области алкилирования и ацилирования ароматических соединений.

## Биография
Исаак Платонович Цукерваник родился 23 мая 1901 года в городе Баку в семье служащего. В 1911 году его семья переехала в Коканд, где Исаак получил начальное образование и окончил торговое училище в 1917 году. После окончания училища некоторое время работал учителем в начальной школе.
В 1920 году был призван в Красную Армию, совмещая службу с учёбой. Осенью того же года поступил на химическое отделение физико-математического факультета только что организованного Туркестанского государственного университета (ныне Национальный университет Узбекистана) в Ташкенте. Параллельно с учёбой в 1920–1921 годах заведовал книжным складом ПУР Туркфронта.
После окончания университета в 1927 году поступил в аспирантуру. Под руководством профессора С. Н. Наумова выполнил исследования и защитил кандидатскую диссертацию. После защиты остался работать на кафедре органической химии Среднеазиатского государственного университета (САГУ).
С октября 1931 года до конца жизни заведовал химической лабораторией Среднеазиатского филиала Института эфирных масел. В 1933 году возглавил кафедру органической химии САГУ и руководил ею до 1968 года. В 1938–1944 годах занимал должность декана химического факультета САГУ.
В 1940 году защитил докторскую диссертацию и получил звание профессора. В 1942 году ему было присвоено почётное звание Заслуженного деятеля науки Узбекской ССР. В 1943 году был избран членом-корреспондентом Академии наук Узбекской ССР. С 1944 по 1945 год работал проректором САГУ по учебной и научной работе.
С 1945 по 1968 год заведовал лабораторией органического синтеза в Институте химии растительных веществ Академии наук Узбекской ССР. В 1966 году был избран действительным членом Академии наук Узбекской ССР.
Исаак Платонович Цукерваник активно занимался научно-педагогической деятельностью, подготовил большое количество специалистов и создал свою научную школу в области органической химии. С 1942 по 1955 год возглавлял Ташкентское отделение Всесоюзного химического общества имени Д. И. Менделеева.
Умер Исаак Платонович Цукерваник 21 апреля 1968 года в Ташкенте.

## Научная деятельность
Основное направление научной деятельности И. П. Цукерваника было связано с исследованием реакций алкилирования и ацилирования ароматических соединений. В 1933–1934 годах им были разработаны практические методы алкилирования ароматических углеводородов спиртами в присутствии хлоридов алюминия. Он изучал реакции алкилирования бифункциональных соединений и предложил методы получения их производных. Под его руководством проводились работы по синтезу и подбору новых регуляторов роста растений (дефолиантов, десикантов и др.).

## Награды и звания
- Заслуженный деятель науки Узбекской ССР (1942)
- Член-корреспондент Академии наук Узбекской ССР (1943)
- Академик Академии наук Узбекской ССР (1966)
- Доктор технических наук (1940)
- Профессор (1935)